# Pásmová nemoc
Pásmová nemoc (anglicky jet lag, doslova „tryskáčové zpoždění“; také jet syndrome, doslova „tryskáčový syndrom“), v odborných publikacích někdy desynchronosis (desynchronóza), je fyziologický stav, projevující se zejména jako únava a poruchy spánku, plynoucí z narušení biorytmů vlivem časového posunu po rychlém překonání několika časových pásem, obvykle alespoň tří. Někteří lidé však mohou pociťovat příznaky pásmové nemoci již po překročení jediného pásma, kdy časový posun činí jen jednu hodinu (obdobně jako při změně času).
Tento jev vzniká narušením cirkadiánního rytmu, tedy vnitřních biologických hodin, které regulují spánek, bdělost a další tělesné funkce. Mezi nejčastější příznaky patří zvýšená únava, bolesti hlavy, poruchy spánku (při cestování na východ potíže s usnutím, při cestování na západ časné probuzení), poruchy koncentrace či podrážděnost. Příznaky bývají obvykle horší při cestování směrem na východ a u starších lidí. Doba potřebná k adaptaci na nový časový režim závisí na počtu překonaných časových pásem a individuální odolnosti organismu.

## Historie
Pásmová nemoc je reakcí těla na časový posun, který vzniká následkem cestování. K této reakci dochází, pokud je časový posun větší než jedna hodina, tedy pokud se cestující pohybuje dost rychle na to, aby překročil více než jedno časové pásmo za den. Šířka časového pásma je na rovníku zhruba 1700 km, tomu tak odpovídá minimální rychlost 71 km/h; v mírném pásu je to zhruba 1200 km, tomu odpovídá minimální rychlost 50 km/h. Při pomalejších cestách k tomuto jevu nedochází, protože organismus se stíhá na změnu času adaptovat. Například první výpravě Kryštofa Kolumba přes Atlantik roku 1492 trvala 5740 km (3100 NM) dlouhá plavba z Kanárských na Bahamské ostrovy zhruba 36 dní a překročila při ní 5 časových pásem; průměrná rychlost tak byla cca 6,6 km/h a časový posun činil zhruba 8 minut denně, námořníci jej tedy téměř nezaznamenali. Velmi mírně se pásmová nemoc projevuje například při cestě Transsibiřskou magistrálou, která od roku 1905 spojuje Moskvu a Vladivostok. Vlak na této trati urazí vzdálenost 9 288 km za 7 dní a překročí 8 časových pásem; průměrná rychlost je tak cca 55 km/h a časový posun činí zhruba 1 hodinu a 9 minut denně. Výrazně se tento problém začal projevovat až s příchodem letadel schopných překročit několik časových pásem v řádu hodin. Pro překročení alespoň tří časových pásem za den je v mírném pásu nutné vyvinout rychlost vyšší než 150 km/h. Mezi prvními osobami, které pocítily pásmovou nemoc, tak byli letci John Alcock and Arthur Whitten Brown, kteří roku 1919 provedli první nepřetržitý let přes Atlantik. Cesta ze St. John's na Newfoundlandu do Clifdenu v Irsku dlouhá 3040 km (1890 mil) trvala zhruba 16 hodin a letci při ní překročili 3 časová pásma; průměrná rychlost tak byla cca 190 km/h. Podle studie amerického Federálního úřadu pro letectví z roku 1969 letec Wiley Post jako první psal o účincích létání napříč časovými pásmy ve své knize z roku 1931 s názvem Kolem světa za osm dní. Hromadně se pásmová nemoc začala projevovat ve druhé polovině 20. století s příchodem dálkových letů tryskovými letadly. Jedním z prvních použití pojmu jet lag byl článek v Los Angeles Times ze dne 13. února 1966.

## Příznaky
Mezi nejčastější příznaky pásmové nemoci patří poruchy spánku, jako je nespavost či nadměrná ospalost, únava, vyčerpání a snížená koncentrace. Dále se mohou objevit bolesti hlavy, svalů a kloubů, dezorientace, nevolnost, zažívací potíže včetně průjmu či zácpy a také dehydratace spojená s nechutenstvím. Někteří jedinci mohou zaznamenat podrážděnost, změny nálad, iracionální chování, poruchy koncentrace, mravenčení v končetinách nebo zpoždění menstruace. V některých případech se může dostavit spánková paralýza. Výrazné příznaky, jako je silná únava, otupělost či projevy deprese, mohou dále snižovat schopnost běžného fungování po příletu do nové destinace. Délka aklimatizace závisí na počtu překonaných časových pásem a individuální odolnosti organismu. Obecně platí, že přizpůsobení trvá přibližně tolik dní, kolik časových pásem bylo překročeno.

## Prevence a samoléčba
Existuje několik způsobů, jak minimalizovat dopady pásmové nemoci při leteckém cestování. Doporučuje se dostatečný fyzický i psychický odpočinek před odletem, stejně jako volba pohodlného oblečení a obuvi na cestu. Důležitý je také dostatečný příjem tekutin, zejména neslazených nápojů a minerálních vod, zatímco konzumace alkoholu by měla být omezena. Pro lepší spánek na palubě letadla lze využít špunty do uší, masku na oči nebo poslech bílého šumu. Při cestě na východ je vhodné několik dní před odletem usínat o jednu až dvě hodiny dříve a upřednostnit noční let, aby bylo možné spát v letadle. Naopak při cestě na západ se doporučuje postupně posouvat čas usínání o jednu až dvě hodiny později a volit denní let, přičemž spánek by měl být naplánován podle času v cílové destinaci. Správné vystavení světlu pomáhá tělu přizpůsobit se novému rytmu a pobyt venku během dne urychluje adaptaci. Hydratace a lehká strava mohou zmírnit některé příznaky, zatímco alkohol a kofein by se měly omezit, protože mohou zhoršit kvalitu spánku a prohloubit únavu. Pomocí melatoninu lze regulovat biologické hodiny a léky na spaní mohou krátkodobě zlepšit kvalitu spánku, avšak jejich užívání by mělo být omezeno na krajní situace. Při překonávání pásmové nemoci je vhodné vyvarovat se psychickému stresu a zvýšené fyzické námaze, konzumovat kvalitní stravu v menších porcích a omezit příjem sacharidů. Krátký odpočinek během dne v délce 20–30 minut může pomoci zvládnout únavu, avšak delší spánek přes den by měl být omezen. Kofein by neměl být konzumován v odpoledních a večerních hodinách, aby nedošlo k narušení spánkového režimu.